# Халед Муелхі
Халед Муелхі (фр. Khaled Mouelhi, нар. 13 лютого 1981, м. Туніс) — туніський футболіст, півзахисник клубу «Есперанс».
Насамперед відомий виступами за клуби «Клуб Африкен» та «Ліллестрем», а також національну збірну Тунісу.
Володар Кубка Норвегії. 

## Клубна кар'єра
У дорослому футболі дебютував 2001 року виступами за команду клубу «Клуб Африкен», в якій провів чотири сезони, взявши участь у 117 матчах чемпіонату. Більшість часу, проведеного у складі «Клуб Африкен», був основним гравцем команди.
Своєю грою за цю команду привернув увагу представників тренерського штабу клубу «Ліллестрем», до складу якого приєднався 2005 року. Відіграв за команду з Ліллестрема наступні шість сезонів своєї ігрової кар'єри.
До складу клубу «Есперанс» приєднався 2011 року. Наразі встиг відіграти за команду зі столиці Тунісу 65 матчів в національному чемпіонаті.

## Виступи за збірну
У 2003 році дебютував в офіційних матчах у складі національної збірної Тунісу. Наразі провів у формі головної команди країни 13 матчів, забивши 1 гол.
У складі збірної був учасником Кубка африканських націй 2013 року у ПАР.

## Титули і досягнення
- Володар Кубка Норвегії (1):

«Ліллестрем»: 2007